# Dorfkirche Orpensdorf

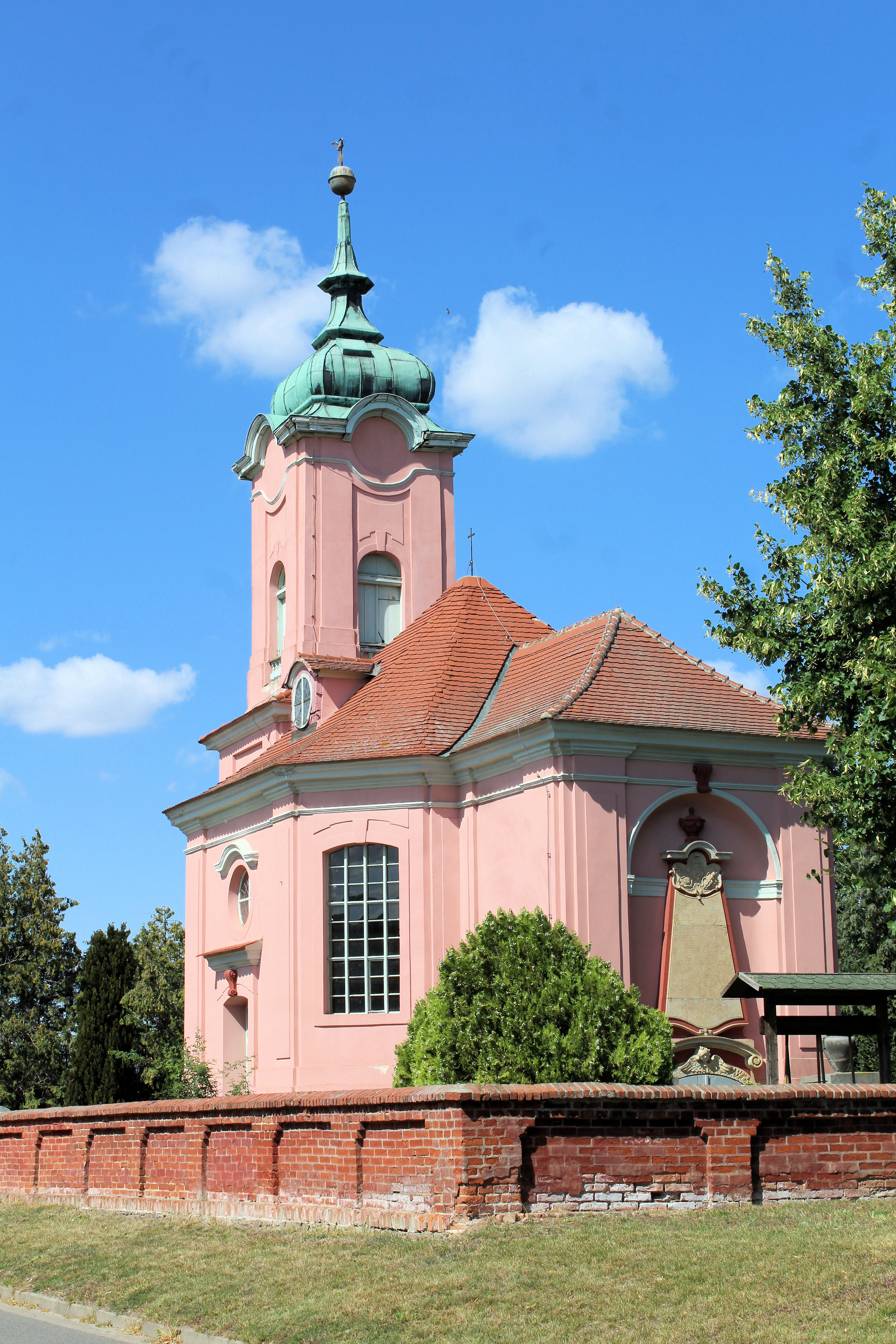
Dorfkirche Orpensdorf

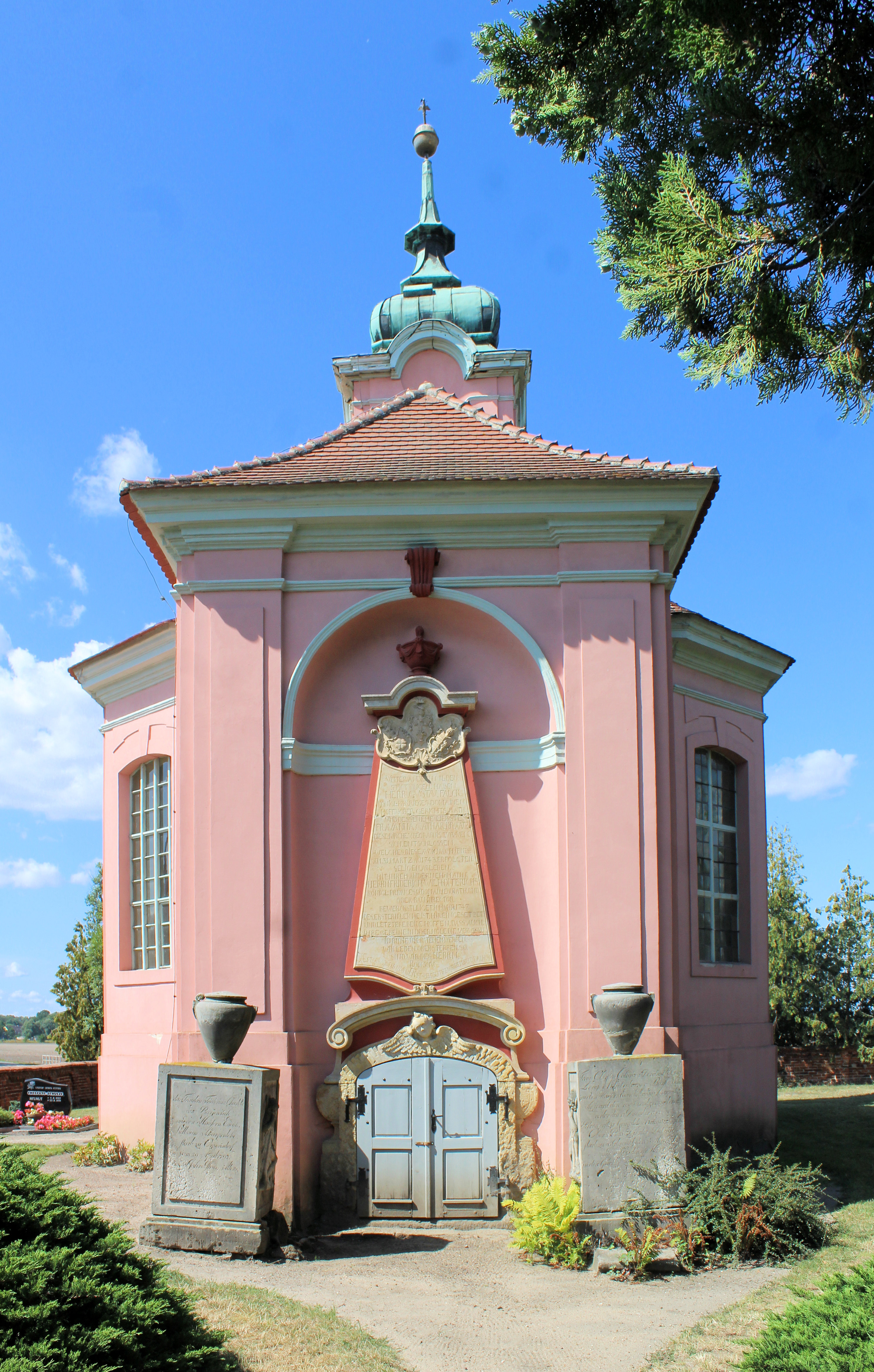
Portal an der Ostseite

Die evangelische Dorfkirche Orpensdorf ist eine barocke Saalkirche im Ortsteil Orpensdorf von Osterburg (Altmark) im Landkreis Stendal in Sachsen-Anhalt. Sie gehört zum Pfarrbereich Gladigau im Kirchenkreis Stendal der Evangelischen Kirche in Mitteldeutschland. Sie soll nach einer Restaurierung künftig als Hochzeitskirche genutzt werden.

## Geschichte und Architektur
Die 1747 nach Plänen des Berliner Architekten und Gutsherren von Orpensdorf, Friedrich Wilhelm Diterichs, errichtete Saalkirche des Spätbarock ist mit ihrer nahezu unverändert erhaltenen Innenausstattung einzigartig in der Altmark. Die Kirche ist ein kleiner spätbarocker Putzbau. Das Innere wurde zuletzt 1979, das Äußere 1997 restauriert. 
Die Sanierungsarbeiten an Dach, Fassade und Sockelbereich der Kirche waren Ende 2020 abgeschlossen. Die Kirche soll künftig als Hochzeitskirche zur Verfügung stehen. Eine Instandsetzung des Kircheninneren ist in Planung.
Wie die zum größten Teil zerstörten Kirchen Diterichs in Berlin ist die Kirche ein Zentralbau, der jedoch durch den Turm an der Westseite und einen entsprechenden Anbau mit Gruft und darüber liegender Patronatsloge an der Ostseite als Richtungsbau erscheint. Das Äußere wird durch breite Pilaster gegliedert und durch ein Portal an der Südseite erschlossen. Der Patronatsstuhl und das Oktogon sind mit Walmdächern abgeschlossen. Der gefällige Westturm ist im Oberteil leicht verjüngt und wird durch eine bewegte Barockhaube mit abgesetzter Spitze und dem Wappentier der Patronin Katharina Kraatz auf der Wetterfahne abgeschlossen.
Das Innere ist ein achteckiger Saalraum der reformierten Kirchenbautradition mit dem Altartisch im nördlichen Teil des Zentrums, seitlich begleitet von annähernd identisch gestalteten Emporenräumen; der östliche ist als Patronatsloge ausgestaltet. An der gekehlten Flachdecke befindet sich ein auf die Voute gemaltes Tetragramm mit Strahlenkranz.

## Ausstattung
Die schlichte, aber gediegene einheitliche Ausstattung aus der Bauzeit ist erhalten. Sie besteht aus einem hölzernen Kanzelaltar an der Nordseite, dem davorstehenden Altartisch auf Bocksfüßen mit Engelsköpfchen an den Ecken, darauf ist die Gruppierung der Gestühlsreihen ausgerichtet.
Der Gruftanbau zeigt an seiner Ostseite eine große Muldennische, darin das Portal zur Gruft und darüber das Epitaph für Katharina Kraatz († 1768), ihren ersten Gemahl Gustav Falck († 1743) und ihren zweiten Gemahl Friedrich Wilhelm Diterichs († 1782), eine mit einer Vase bekrönte Sandsteintafel mit Inschrift und Wappen. Davor sind beiderseits des Eingangs zwei gleichartig gestaltete Grabdenkmäler für Friderike Charlotte von Barsewisch († 1782) und Katharina Dorothea Hedwig Luise von Kleist, geb. von Barsewisch († 1805) aufgestellt; diese zeigen große Sockel mit Inschriften und Reliefschmuck (Schmetterlinge und trauernde Engel) und sind mit Vasen bekrönt.